# یان گیلمور
یان گیلمور (انگلیسی: Ian Gilmour, Baron Gilmour of Craigmillar; زاده ۸ ژوئیهٔ ۱۹۲۶ – درگذشته ۲۱ سپتامبر ۲۰۰۷) سیاست‌مدار اهل بریتانیا بود.
وی از ژانویه تا مارس ۱۹۷۴ وزیر دفاع بریتانیا و از سال ۱۹۶۲ تا ۱۹۹۲ نماینده مجلس عوام بریتانیا بوده‌است.